# Felice Lattuada
Felice Lattuada (Morimondo, 5 de febrero de 1882 - Milán, 2 de noviembre de 1962) fue un compositor italiano de música clásica.

## Biografía y obra
Nació en Morimondo, cerca de Milán. En 1907 ingresó en el conservatorio de Milán donde estudió composición durante 5 años bajo la dirección Giusto Zampieri y Vincenzo Ferroni, graduándose en 1912. Su obra está compuesta por música sinfónica, música de cámara, música cinematográfica y sobre todo ópera, su versión de Don Giovanni ganó el Concorso Nazionale della Pubblica Istruzione en 1928. Compatibilizó la composición con la enseñanza, entre 1935 y 1962 fue director de la Cívica Scuola di Música en Milán. Su hijo Alberto Lattuada (1914−2005) fue director cinematográfico y colaboró en diversos proyectos con su padre en los años 1940.

## Composiciones

### Óperas
- 1922. La tempesta, ópera en 4 actos según libreto de Arturo Rossato.
- 1924. Sandha, tragedia en un acto con libreto de Ferdinando Fontana.
- 1925. Don Giovanni, tragedia en 4 actos con libreto de Arturo Rossato.
- 1929. Le preziose ridicole, comedia lírica en un acto con libreto de Arturo Rossato,
- 1937. La caverna di Salamanca, intermedio cómico en un acto con libreto de Valentino Piccoli.
- 1957. Caino, tragedia lírica en un acto con libreto de Giuseppe Zambianchi.